# Адолф фон Нойенар
Адолф фон Нойенар (на немски: Adolf von Neuenahr; на нидерландски: Adolf van Nieuwenaar; * ок. 1554; † 18 октомври 1589 в Арнем) от фамилията Нойенар-Алпен е граф на Нойенар (1555 – 1589), господар на Алпен, Хакенбройк, Хелпенщайн и Линеп, и чрез наследство бургграф на Кьолн, граф на Лимбург (1555/1570/75 – 1589) и Мьорс (1578 – 1589). Той е нидерландски военен командир и нидерландски щатхалтер (1584 – 1589).
Той е единственият син на граф Гумпрехт II фон Нойенар-Алпен-Лимбург (1503 – 1555) и третата му съпруга Амьона фон Даун (1520 – 1582), дъщеря на граф Вирих V фон Даун-Фалкенщайн и графиня Ирмгард фон Сайн и Хомбург († 1551), наследничка на Лимбург ан дер Лене и Бройч. Неговият кръстник е Кьолнският архиепископ Адолф III.
Брат е на Магдалена (* ок. 1550, † 13 януари 1627), омъжена на 26 юли 1573 за граф Арнолд II (IV) фон Бентхайм-Текленбург (1554 – 1606). Полубрат е на Амалия (1539 – 1602), омъжена 1557 г. за Хайнрих фон Бредероде (1531 – 1568) и на 25 април 1569 г. за пфалцграф и курфюрст Фридрих III фон Пфалц (1515 – 1576).
Адолф фон Нойенар се жени преди 4 юли 1575 г. за роднината си леля му Анна Валбурга фон Нойенар-Бедбург (* 1522; † 25 май 1600), вдовица на Филипе VI Монморенци, граф фон Хорн, фрайхер на Алтена, адмирал на Фландрия, губернатор на Гелдерн и Цутфен († 5 юни 1568, обезглавен в Брюксел), дъщеря на граф Вилхелм II фон Нойенар, Лимбург, господар на Бедбург, Гарсдорф и Роезберг († сл. 1553) и графиня Анна фон Вид, наследничка на графство Мьорс († сл. 1528). Бракът е бездетен.
През началото на 1584 г. граф Адолф става щатхалтер на провинция Гелдерланд. Адолф е убит в Арнхеим от експлозията при изпитване на произведено от него оръжие.
Наследен е през октомври 1589 г. от сестрите му Магдалена и Амалия.